# Хоупвелл-Рокс
Скалы Хоупвелл (англ. Hopewell Rocks), также называемые Скалами Цветочных горшков — скальные образования, вызванные приливной эрозией, высотой 15—25 м. Являются туристической достопримечательностью канадской провинции Нью-Брансуик.

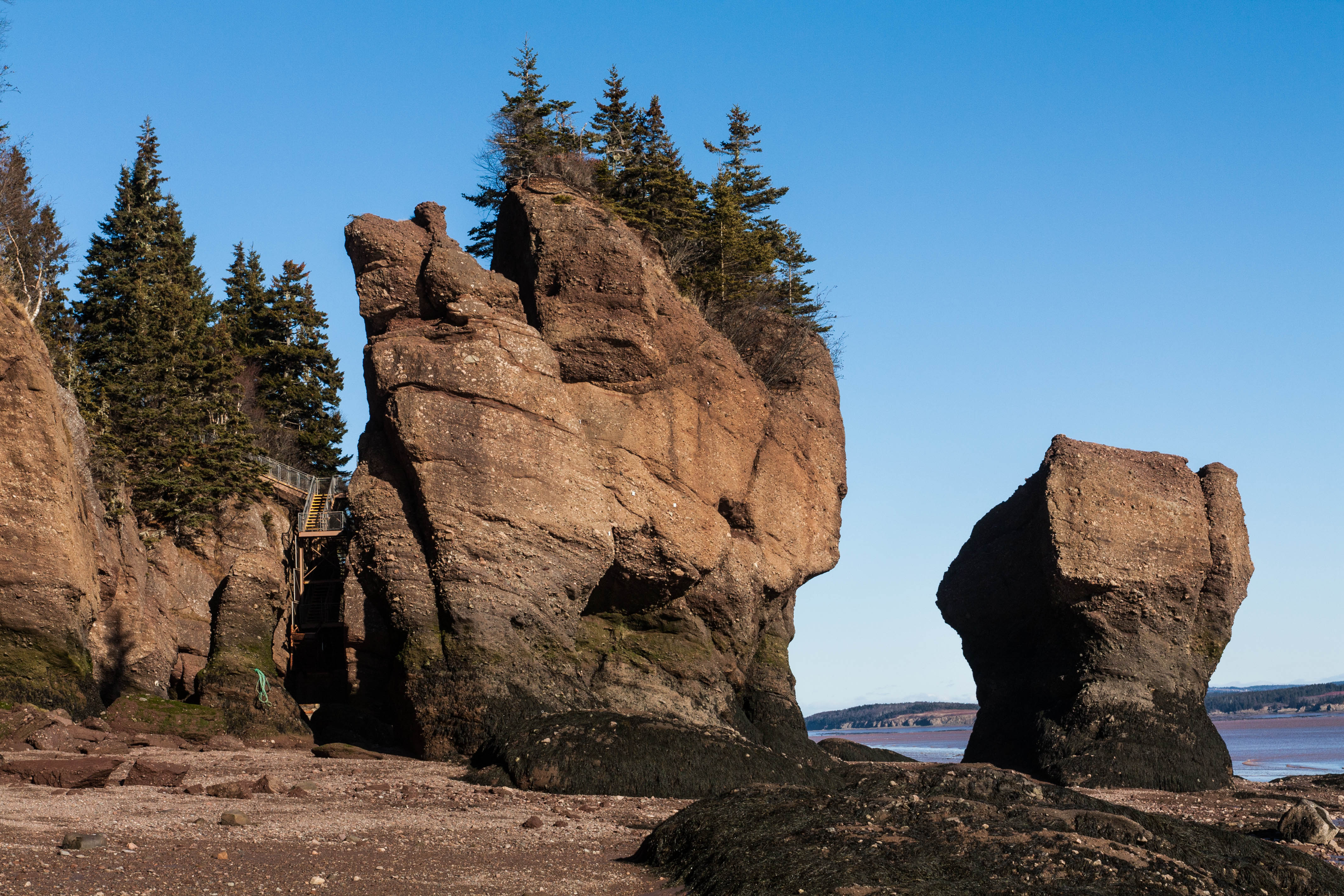
Скалы Хоупвелл в бухте Фанди

Скалы расположены на берегах верхнего течения залива Фанди на мысе Хоупвелл, вблизи от других местных туристских достопримечательностей — таких, как национальный парк Фанди и трасса Фанди. Из-за экстремального приливного диапазона залива Фанди дважды в сутки скалы погружаются в воду почти до верхушки и вновь открываются.
Формации состоят из темного осадочного конгломерата и песчаника. После отступления ледников в регионе после последнего ледникового периода поверхностные воды, проникающие через трещины в скале, разрушили и отделили формации от остальной части скалы. Между тем, наступающие и отступающие приливы и связанные с ними волны, разрушали основание скал быстрее, чем вершины, что и стало причиной их необычной формы.
Посетителям парка рекомендуется посетить его дважды в течение суток, чтобы получить представление о полном приливном цикле. Хотя высота прилива меняется день ото дня, в отдельные дни прилив может достигать высоты 16 метров, благодаря чему скалы Хоупвелл считаются местом одного из самых высоких приливов в мире.
14 марта 2016 года рухнула часть одной из скал гряды — Слоновья скала. По словам сотрудников парка, общая масса упавшей части составила около 100—200 тонн.